# Amakusanthura magnifica
Amakusanthura magnifica is een pissebed uit de familie Anthuridae. De wetenschappelijke naam van de soort is voor het eerst geldig gepubliceerd in 1966 door Menzies & Frankenberg.